# 小行星4869
小行星4869（英語：4869 Piotrovsky）是一颗围绕太阳公转的小行星。1989年10月26日，柳德米拉·切爾尼赫在克里米亚发现了此天体。
这颗小行星的绝对星等为217.43754等。